# Разбивающий сердца
«Разбивающий сердца» (англ. The Heartbreak Kid) — романтическая комедия 1972 года выпуска режиссёра Элейн Мэй. Сценарий Нила Саймона. В главных ролях Чарлз Гродин, Сибилл Шеперд и Джинни Берлин. Фильм основан на рассказе Брюса Фридмана «Изменение плана».
Джинни Берлин номинировалась на Оскар как лучшая актриса второго плана, а Эдди Альберт номинировался как лучший актёр второго плана.
Фильм занимает 91-е место в списке 100 самых смешных американских фильмов.
Фильм был спародирован в 2007 году под названием «Девушка моих кошмаров» с участием Бена Стиллера и Малин Акерман.

## Сюжет
Романтическая комедия начинается с традиционной нью-йоркской еврейской свадьбы Ленни Кантроу, продавца спорттоваров (Чарлз Гродин). Во время медового месяца в Майами Бич он увлекается высокой блондинкой со Среднего Запада, обольстительной, остроумной и эффектной студенткой Келли Коркоран (Сибилл Шеперд). Она учится в колледже в Миннесоте. Его жена Лайла (Джинни Берлин, дочь режиссёра Элэйн Мэй) отказывается использовать крем от загара и получает солнечные ожоги, которые вынуждают её всё время оставаться в комнате отеля. Ленни начинает встречаться с Келли и постоянно лжёт жене. Во время его ухаживаний за Келли с ним происходит непрерывная комедия ошибок. Серьёзным препятствием для их отношений является враждебно настроенный отец Келли (Эдди Альберт).
Ленни импульсивно решает бросить Лайлу для того, чтобы завоевать Келли, девушку мечты, которую «он ждал всю жизнь». В конце фильма традиционный «хэппи-энд».

## Признание
Американский институт киноискусства 
- 2000: 100 самых смешных американских фильмов за 100 лет по версии AFI — 91-е место

## Роли
- Чарлз Гродин — Ленни Кантроу
- Сибилл Шеперд — Келли Коркоран
- Джинни Берлин — Лайла Колодны
- Одра Линдли — миссис Коркоран
- Эдди Альберт — мистер Коркоран
- Дорис Робертс — миссис Кантроу

## Интересные факты
Название фильма в оригинале («The Heartbreak Kid») звучит двусмысленно. Оно может быть переведено как «Разбивающий сердца», так и «Разбивающая сердца». Судя по смыслу фильма и по его постеру, где именно Келли Коркоран несёт голову Ленни, следует предпочесть второй вариант названия.